# Pieter van den Hoogenband-simstadion
Pieter van den Hoogenband Simstadion (nederländska: Pieter van den Hoogenband Zwemstadion) är en simstadion i den nederländska staden Eindhoven. Simstadion har flera bassänger, inklusive en 50-metersbassäng, en dykningspool, och en träningspool. Simstadion har 3000 sittplatser för åskådning vid olika evenemang. PSV Eindhoven vattenpolo använder sig av simstadion. Flera stora evenemang har utspelats i stadion, som Nederländska simmästerskapen 2007 och Europamästerskapen i simning 2008. Mellan den 25 och 28 november 2010 arrangeras Europamästerskapen i kortbanesimning 2010 i stadion.
Stadion är namngiven efter simmaren Pieter van den Hoogenband.

## Galleri

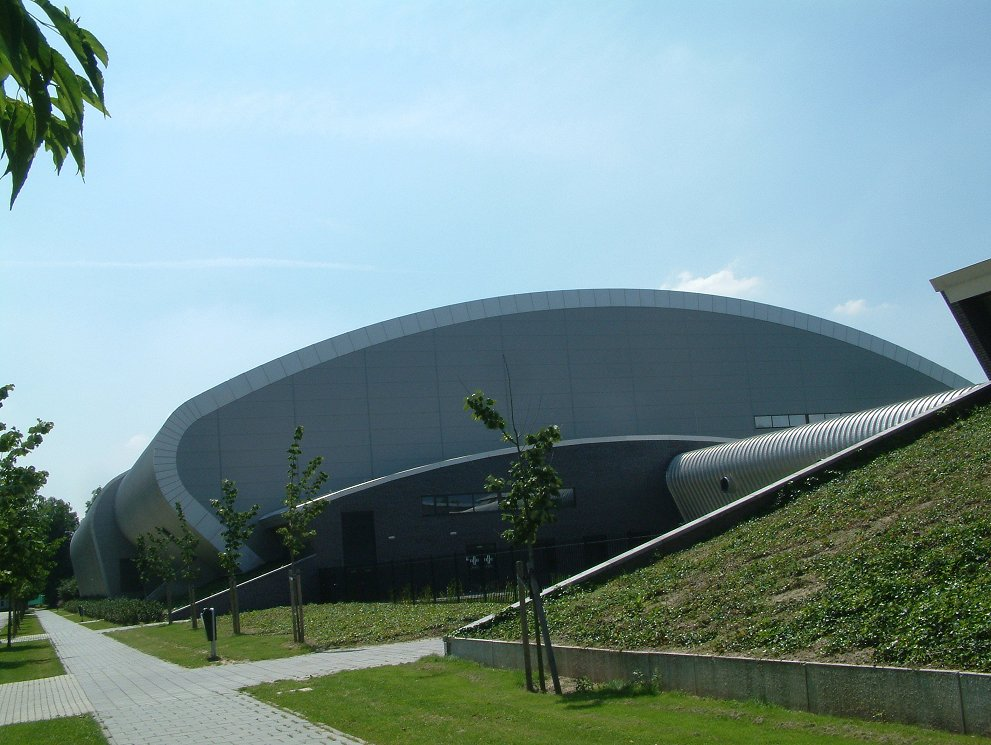
Utsidan av simstadion
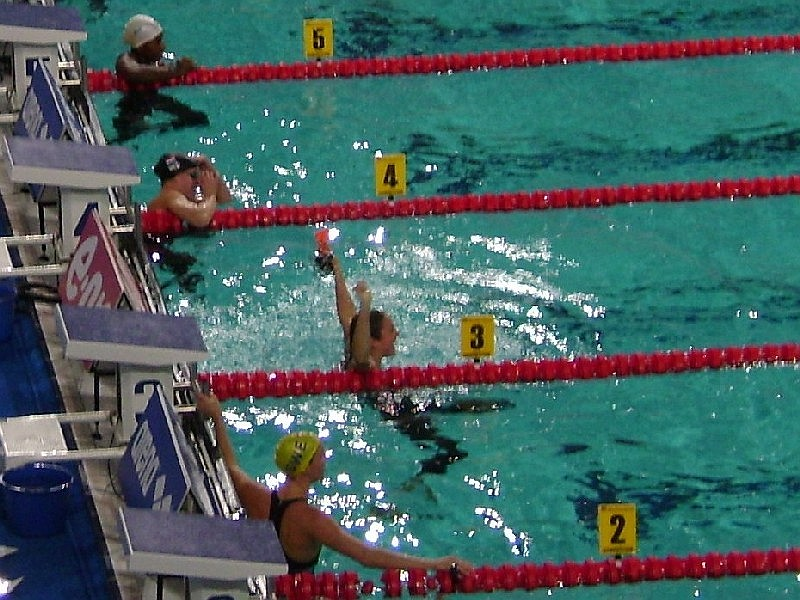
Marleen Veldhuis i simstadion
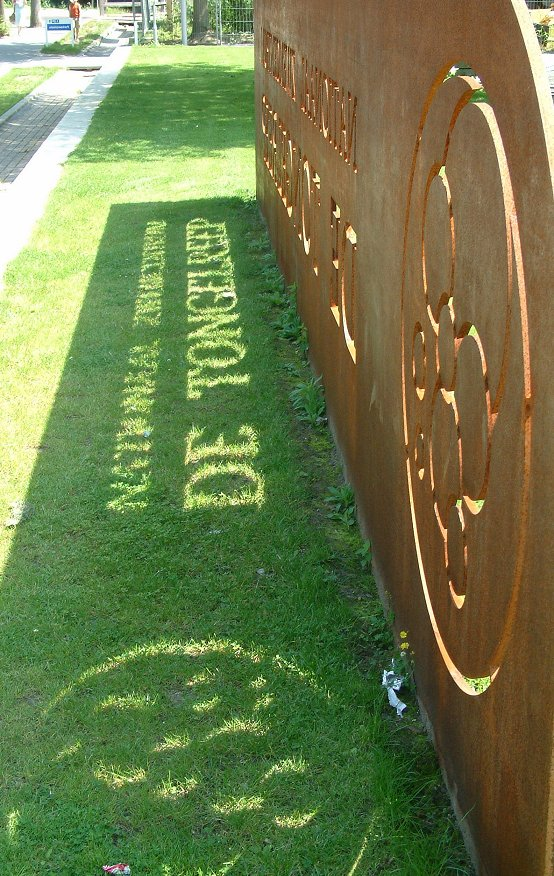
Simstadions logotyp utanför hallen